# Fannia schnusei
Fannia schnusei är en tvåvingeart som beskrevs av Stein 1911. Fannia schnusei ingår i släktet Fannia och familjen takdansflugor. Inga underarter finns listade i Catalogue of Life.